# Michaił Pańszyn
Michaił Wiktorowicz Pańszyn, ros. Михаил Викторович Паньшин (ur. 2 maja 1983 w Czerepowcu, ZSRR) – kazachski hokeista pochodzenia rosyjskiego, reprezentant Kazachstanu.

## Kariera
- Siewierstal 2 Czerepowiec (1998-2000)
- SKA Sankt Petersburg (2000-2001)
- Siewierstal 2 Czerepowiec (2001-2002)
- SKA Sankt Petersburg / SKA 2 Sankt Petersburg (2002)
- Nieftianik Almietjewsk (2002-2004)
- HK Biełgorod (2004-2005)
- Witiaź Czechow (2005)
- Amur Chabarowsk (2005-2006)
- HK Lipieck (2006)
- Mołot-Prikamje Perm (2006-2008)
- Chimik Woskriesiensk / Chimik 2 Woskriesiensk (2008)
- HK Dmitrow (2008)
- Mołot-Prikamje Perm (2008-2009)
- Bejbarys Atyrau (2009-2012)
- Jertys Pawłodar (2012-2013)
- Barys Astana (2013-2014)
  -  Nomad Astana (2013-2014)
- Saryarka Karaganda (2014-2015)
- Jertys Atyrau (2015)
- Barys Astana (2015-2016)
- Nomad Astana (2016)
- Arłan Kokczetaw (2016)
- Bejbarys Atyrau (2016-2017)

Pochodzi z Rosji i jest wychowankiem klubu Siewierstal Czerepowiec w rodzinnym mieście. Od 2009 występuje w klubach kazachskich. Od 2009 przez trzy sezony w klubie Bejbarys Atyrau. Od lipca 2014 zawodnik Saryarki Karaganda. Od sierpnia 2015 ponownie zawodnik Jertysu. Od końca października 2015 ponownie zawodnik Barysu Astana. Od lipca do początku września 2016 zawodnik Arłanu Kokczetaw. Wtedy przeszedł do Bejbarysu Atyrau.
Został reprezentantem Kazachstanu. Początkowo z uwagi na przeszkody formalne nie mógł reprezentować tego kraju w 2011. Uczestniczył w turniejach mistrzostw świata w 2014, 2015, 2016.

## Sukcesy
Reprezentacyjne
- Awans do MŚ Elity: 2015

Klubowe
- Srebrny medal mistrzostw Kazachstanu: 2010 z Bejbarysem Atyrau
- Złoty medal mistrzostw Kazachstanu: 2011, 2012 z Bejbarysem Atyrau, 2013 z Jertysem Pawłodar

Indywidualne
- Kazachska liga w hokeju na lodzie 2009/2010:
  - Pierwsze miejsce w klasyfikacji strzelców: 29 goli
  - Pierwsze miejsce w klasyfikacji kanadyjskiej: 62 punkty
- Kazachska liga w hokeju na lodzie 2010/2011:
  - Pierwsze miejsce w klasyfikacji kanadyjskiej: 53 punkty
- Kazachska liga w hokeju na lodzie 2011/2012:
  - Pierwsze miejsce w klasyfikacji strzelców: 27 goli
  - Pierwsze miejsce w klasyfikacji kanadyjskiej: 55 punktów

Rekord
- Jako pierwszy w historii ligi kazachskiej od 1992 uzyskał 200 punktów (13 kwietnia 2012)[8]